# Immortals of Aveum
Immortals of Aveum est un jeu de tir en vue subjective, développé par Ascendant Studios et publié par Electronic Arts, et sorti le 22 août 2023 sur Windows, PlayStation 5 et Xbox Series X/S.

## Système de jeu
Immortals of Aveum est un jeu de tir en vue subjective avec des éléments de magie, inspiré par Doom Eternal. Le joueur dispose d'environ 25 sortilèges faisant appel à de la magie offensive et défensive, et le choix de personnaliser son personnage parmi près de 80 compétences. L'équipe de développeurs d'Ascendant Studios porte des efforts particuliers sur la fluidité et la rapidité des combats, tout en proposant une fréquence d'images élevée,.

## Développement
Le studio Ascendant Studios est créé en 2018 par une équipe de développeurs ayant par le passé travaillé sur les licences Call of Duty et Dead Space. Immortals of Aveum doit être leur premier projet majeur. D'après un employé, le budget total du jeu est d'environ 125 millions de dollars, répartis entre 85 millions pour le développement et 40 millions pour la promotion.
Immortals of Aveum est officialisé lors de la cérémonie des Game Awards 2022. Selon l'équipe de développement, leur objectif principal est de créer un jeu à la fois divertissant et exigeant, avec une intrigue convaincante et des personnages marquants. Bret Robbins, ancien directeur créatif de Dead Space, supervise le développement du jeu, qui fait appel au moteur de jeu Unreal Engine 5. Il est édité par Electronic Arts dans le cadre de du programme EA Originals,.
Le jeu sort le 22 août 2023 sur les plateformes Windows, PlayStation 5 et Xbox Series X/S,.

## Accueil
Immortals of Aveum reçoit dans l'ensemble un accueil critique moyen, la presse spécialisé y voyant un titre qui reprendrait les ingrédients habituels des jeux AAA sans y apporter d'originalité.

## Postérité
Les ventes du jeu sont également très décevantes, un résultat possiblement dû aux ressources techniques requises pour pouvoir y jouer : d'après le site The Verge, seuls 9% des ordinateurs parviendraient à faire tourner le jeu. Cet échec commercial entraîne, moins d'un mois après sa sortie, le licenciement de près de la moitié des développeurs du studio.

### Galerie artistique
- Ascendant Studios, « Art Blast », sur ArtStation, 21 novembre 2023 : recueil de concept arts et de bandes de démonstration du jeu fini.